# Frontios
A Frontios a Doctor Who sorozat 132. része, amit 1984. január 26. és február 3. között adtak négy epizódban.

## Történet
A Tardis egy meteorvihar közepette landol a Frontios bolygón, ahol a Földről elmenekült emberiség egyik utolsó telepes csoportja él. A telepesek életét a meteorviharokon túl titokzatos eltűnése is nehezítik, a bolygó magjába szívja az embereket. A telepesek a meteorbombázásokért egy ismeretlen ellenséget tartarnak felelősnek, és persze a Tardis utasait vélik ellenségeiknek. Hamarosan azonban a Tardis-nak is nyoma vész...

## Epizódlista
| Epizódok sorszáma | Bemutató napja   | Hossza | Nézők száma (millió) |
| ----------------- | ---------------- | ------ | -------------------- |
| 1.                | 1984. január 26. | 24:39  | 8                    |
| 2.                | 1984. január 27. | 24:35  | 5,8                  |
| 3.                | 1984. február 2. | 24:30  | 7,8                  |
| 4.                | 1984. február 3. | 24:26  | 5,6                  |

## Könyvkiadás
A könyvváltozatát 1984. december 10-én adták ki. Írta Christopher H. Bidmead.

## Otthoni kiadás
- VHS-en 1997 márciusában adták ki, a The Awakening című epizóddal.
- DVD-n 2011. május 30-án adták ki.

### Fordítás
- Ez a szócikk részben vagy egészben  a   Frontios című angol Wikipédia-szócikk fordításán alapul.  Az eredeti cikk szerkesztőit annak laptörténete sorolja fel. Ez a jelzés csupán a megfogalmazás eredetét és a szerzői jogokat jelzi, nem szolgál a cikkben szereplő információk forrásmegjelöléseként.